# Еміліо Сальгарі
Еміліо Карло Джузеппе Марія Сальгарі (італ. Emilio Carlo Giuseppe Maria Salgàri; 21 серпня 1862, Верона, Австрійська імперія — 25 квітня 1911, Турин, Королівство Італія) — італійський письменник, автор історичних і пригодницьких романів.

## Біографія
У молодості Сальгарі зачитувався Майн Рідом, Купером і Емаром. Саме тоді він вирішив, що буде письменником. Його надзвичайно приваблювали пригоди, про які він так багато читав. Тож, невдовзі Сальгарі вступає до морської школи у Вероні, сподіваючись стати капітаном. Але зовсім скоро від бажаної мрії йому довелося відмовитися — навчання в академії виявилося Сальгарі не по зубах.
Дебют письменника в літературі почався 1883 року з міланського журналу «La Valigia», у якому вийшов його перший твір. Невдовзі після цього письменник-початківець став редактором веронського тижневика «La Nuova Arena». Саме на його сторінках була опублікована розповідь «Папуаси», яка і принесла славу письменникові. Після вдалої спроби щорічно публікувалось не менше п'яти творів письменника, які складали цілі пригодницькі серії. Книги письменника стали широко відомі на батьківщині, його порівнюють із Жюлем Верном, Еженом Сю, Олександром Дюма. Сальгарі був настільки популярний, що його твори стали відомі членам королівської родини. В 1897 році король Умберто посвятив Еміліо Сальгарі у лицарі за літературну працю, заслуги і талант.
З ім'ям Сальгарі пов'язують багато легенд. Не останню роль у цьому зіграв він сам, не докладаючи жодних зусиль, щоб покласти їм кінець, скоріше, навпаки. Так, свого часу ходили чутки, що у своїх книгах Сальгарі описує власні пригоди і подорожі на Цейлон, у Судан, Африку, Індію, в Небраску і на обидва полюси Землі.
Однак, незважаючи на те, що Сальгарі належать багато дуже популярних творів, серед яких — «Чорний корсар», «Таємниці чорних джунглів», «Владика морів», «В нетрях Борнео», «Капітан Темпеста», «Смертельні вороги», «Королева Карибів» і багато інших, — письменник постійно відчував матеріальні труднощі. Він ніколи не був міцний у фінансових питаннях, і його видавці всіляко цим користувалися. В результаті, доведений до відчаю сильними злиднями і родинними негараздами, Еміліо Сальгарі у квітні 1911 покінчив із собою, за прикладом японських самураїв бритвою, розпоровши собі живіт і горло.

## Основні роботи

### Серії

#### Сандокан
1. Таємниці Чорних Джунглів[en] — 1895
2. Тигри Момпрачена[en] (Перлина Лабуан) — 1900
3. Пірати Малайзії[en] — 1896
4. Два Тигра[en] — 1904
5. Владика морів[en] — 1906
6. Завоювання Трону — 1907
7. Повернення Сандокан (У нетрях Борнео) — 1907
8. Повернення в Момпрачем — 1908
9. Брамін з Ассама — 1911
10. Крах Імперії — 1911 (опублікована посмертно)
11. Помста Янеса — 1913 (опублікована посмертно)

#### Чорний корсар
1. Чорний корсар[en] — 1889
2. Королева Карибів[en] — 1901
3. Іоланда, дочка Чорного Корсара[en] — 1905
4. Син червоного корсара[en] — 1908
5. Останні флібустьєри[en] — 1908

#### Корсари Бермуд
1. Корсари Бермуд — 1909
2. Круїз «гримлячими» — 1910
3. Незвичайні пригоди Кам'яної Голови — 1915 (опублікована посмертно)

#### Пригоди на Далекому Заході
1. На Далекому Заході[it] — 1908
2. Мисливиця за скальпами — 1909
3. Смертельні вороги — 1910

### Дилогії

#### Два моряки
- Скарби президента Парагваю — 1894
- Країна чудес — 1894

#### Перлові квіти
- Різанина на Філіппінах — 1897
- Перлові квіти — 1901

#### Сини повітря
- Сини повітря — 1904
- Король повітря — 1907

#### Капітан Буря
- Капітан Буря — 1905
- Лев Дамаска — 1910

### Позасерійні романи та оповідання

#### Пригоди в Індії та Азії
- Орегон — 1896
- Капітан Джимни — 1897
- Роза Донг-Жанг — 1897
- Морський перли — 1903
- Місто прокаженого короля — 1904
- Перлина Червоної річки — 1904
- Кривава перлина — 1905

#### Пригоди в Африці
- Трагедії рабства — 1896
- Берег Слонової Кістки — 1898
- Алмазні печери — 1899
- Пригоди моряка в Африці — 1899
- Золота гора — 1901
- Білий жираф — 1902

#### Пригоди в пустелі і на Близькому Сході
- Цар гори — 1895
- Пірати Сахари — 1903
- Грабіжники рифів — 1911
- У пошуках великої пустелі — 1911

#### Розповіді про загублені містах і великих скарби
- Дві тисячі льє під Америкою — 1888
- Священний меч Будди (шабля Будди) — 1892
- Місто Золота — 1898
- Гора світла — 1902
- Скарб блакитних гір — 1907

#### Пригоди в Росії
- Жахи Сибіру — 1900
- Героїня Порт-Артура — 1904
- Степовий орел — 1907

#### Пригоди на Старому Заході
- Король прерії — 1896
- Син мисливця на ведмедів — 1899
- Пригоди серед червоношкірих — 1900
- Повелитель золотого поля — 1905

#### Пригоди в землях льоду і снігу
- В країні льоду — 1896
- На Південний полюс на велосипеді — 1895
- На Північному полюсі — 1898
- Полярна зірка і його авантюрне подорож — 1901
- Зірка Арауканія — 1906
- Загадка полюса — 1909

#### Історичні пригоди
- Пантери Алжиру — 1903
- Сини фараона (Трон Фараона) — 1905
- Карфаген у вогні (Загибель Карфагена) — 1908

#### Розповіді про виживання
- Ловці китів — 1894
- Італійський Робінсон — 1896
- Через Атлантику на повітряній кулі — 1896
- Шахтарі Аляски — 1900
- Людина Вогню — 1904

#### Пригоди у відкритому морі
- Драма в Тихому океані — 1895
- Потерпілі крах — 1895
- Ловці трепанга — 1896
- Набіги з моря — 1900
- Велика риба південних морів — 1904
- Атлас — 1907

#### Пригоди в часи війни і революції
- Фаворит Махді — 1887
- Капітан Юкатана — 1899
- Масові вбивства в Китаї — 1901

#### Пригоди в Італії
- Моряки Мелорі — 1902

#### Пригоди з участю подорожі в часі
- Чудеса тисячоліття — 1907

#### Автобіографія
- Італійська Богема — 1909

#### Інші історії
- Морські історії боцмана Катрама — 1894
- Великі персики південних морів — 1904
- Один в океані — 1904
- Історії Червоношкірих — 1910

## Переклади українською
- Еміліо Сальгарі. На Далекому Заході / пер. з рос. Володимира Верховеня. — Х. : КСД, 2019. — 240 с. — ISBN 978-617-12-6279-9.

## Екранізації
- «Чорний корсар» / Corsaro Nero — режисер Лоренцо Палли (Італія, Іспанія, 1971).
- «Сандокан — Тигр семи морів» / Sandokan — режисер Серджіо Солліма (Італія, 1976).
- «Таємниці темних джунглів» / Mysteries of the dark jungle — режисер Кевін Кінно р (Італія, Індія, 1991).